# Dino Felicetti
Dino Felicetti (Burlington, 22 dicembre 1970) è un ex hockeista su ghiaccio canadese naturalizzato italiano.

## Carriera

### Club
Dino Felicetti crebbe nella Ontario Hockey League giocando la 1989-90 stagione con gli Hamilton Dukes. Pochi anni più tardi si trasferì in Italia nell'HC Val di Fassa, squadra per cui giocò dal 1992 al 1996 disputando oltre alla Serie A anche la Alpenliga.
Nelle stagioni successive si trasferì in Germania giocando per una stagione e mezza con l'ESV Kaufbeuren nella DEL. Dopo un breve ritorno in Italia, di nuovo al Fassa, Felicetti giocò per quattro anni dal 1998 al 2002 in 2. Eishockey-Bundesliga con il Bad Nauheim.
Ritornato per una terza volta al Fassa nel 2004 passò ai Milano Vipers. Al termine del campionato 2003-2004, concluso con il primo scudetto in carriera, Felicetti conquistò il titolo di capocannoniere del campionato grazie agli 83 punti ottenuti in 40 gare di stagione regolare. Rimase a Milano fino al 2007, anno in cui decise di ritirarsi dall'attività agonistica.

### Nazionale
Dino Felicetti esordì in competizioni ufficiali con la maglia della Nazionale azzurra nei mondiali del 1997, con tre punti in otto gare. Nel 1998 fu inserito nel roster che prese parte al torneo olimpico di Nagano 1998.  Nel corso della propria carriera prese parte a quattro mondiali di Gruppo A (1997, 1999, 2000, 2001) e a due di Prima Divisione nel 2004 e nel 2005, quest'ultimo vinto.

## Palmarès

### Club
- Campionato italiano: 3

Milano Vipers: 2003-2004, 2004-2005, 2005-2006
- Coppa Italia: 2

Milano Vipers: 2004-2005, 2005-2006
- Supercoppa italiana: 1

Milano Vipers: 2006

### Nazionale
- Campionato mondiale di hockey su ghiaccio - Prima Divisione: 1

Paesi Bassi 2005

### Individuale
- Capocannoniere della Serie A: 1

2003-2004 (83 punti)
- Maggior numero di assist della Serie A: 1

2003-2004 (56 assist)